# Malimbosa lamperti
Malimbosa lamperti Strand, 1906 è un ragno appartenente alla famiglia Lycosidae.
È l'unica specie nota del genere Malimbosa.

## Distribuzione
L'unica specie oggi nota di questo genere è stata rinvenuta in Africa occidentale.

## Tassonomia
Questo genere è ritenuto sinonimo posteriore dell'ex-genere Allohogna=Lycosa Latreille, 1804, da un lavoro di Guy del 1966.
Le caratteristiche di questo genere sono state descritte dall'analisi degli esemplari tipo Allocosa lamperti Strand, 1906 effettuata dall'aracnologo Roewer in un suo lavoro (1960d).
Dal 1960 non sono stati esaminati altri esemplari, né sono state descritte sottospecie al 2017.